# Isonema
Isonema es un género de fanerógamas de la familia Apocynaceae. Contiene tres especies.

## Taxonomía
El género fue descrito por Robert Brown y publicado en On the Asclepiadeae 52. 1810.

## Especies
- Isonema buchholzii  Engl.
- Isonema infundibuliflorum Stapf
- Isonema smeathmanni Roem. & Schult.